# شفيق المغربي
شفيق المغربي(1930 - 1983) هو  شاعر غنائي وكاتب أغاني لبناني.

## حياته ومسيرته
ولد عام 1930، وكتب أولى أغنياته عام 1964 «يا رب تشتي عرسان» ويومها عرضها على الملحن فيلمون وهبي الذي عرضها بدوره على المغنية صباح.

## أعماله
ألف أغاني للعديد من المغنيين مثل طوني حنا؛ سمير يزبك، ملحم بركات، هيام يونس، نصري شمس الدين، صباح، طروب، وليد توفيق، راغب علامة، غسان صليبا، فريال كريم، سميرة توفيق، جورج وسوف، ربيع الخولي، جورجيت صايغ، شريفة فاضل، بدارة السيد، محمد جمال، أحمد دوغان، نهاد طربيه، مايز البياع، نزيه المغربي، عبد الكريم الشعار، داليدا.

## أشهر الأغاني
1. جورج وسوف: «حلف القمر»، «ترغللي يا ترغللي»، «يا مولدني»
2. ملحم بركات:«على بابي واقف قمرين»، «علواه يا ليلاه»، «أبوها راضي وأنا راضي»
3. سمير يزبك: «دقي دقي يا ربابا»
4. هيام يونس: «دق بواب الناس كللا»
5. طوني حنا: «حدي يا حدي»، «لا تحلفيني بالشنب»، «يابا يابا له»
6. صباح: «يا ربي تشتي عرسان»، «صادفني كحيل العين»، «يدوم عزك يابو العز»، «ألو بيروت»
7. نصري شمس الدين: «الطربوش»، «سامحينا»
8. غسان صليبا: «وجه السعد»
9. نزيه المغربي: «بطّل عاجبها»، «نجوم السّعد»
10. فريال كريم: «قرقورك يا بديعة»
11. أحمد دوغان: «يا زمن»، «حسبنا حساب»
12. عبد الكريم الشعار: «صعب المنال»
13. ربيع الخولي: «نوينا عالجازي نوينا»، «ما وردي يا ورد»
14. راغب علامة: «راغب بقربك أنا راغب»، «بكرة بيبرم دولابك»
15. وليد توفيق: «أبوك مين يا صبية»، «مغرم بعيونك مغرم»، «مغرم يانسيمة» التي غناها في فيلم زواج علي الطريقة المحلية
16. محمد جمال: «علالي وقصور عمّر»
17. طروب: «يا حلاق عمللي غرّة»
18. جيزيل نصر: «ماحاسيبك إحنا ماحاسيبك»
19. داليدا رحمة: «ما دام السما زرقا»